# نادي أولت سكورنيكشتي
نادي أولت سكورنيكشتي هو نادي كرة قدم روماني أٌسس عام 1973. يلعب النادي في Liga IV Olt ‏.